# Ila (Nigeria)
Ila è una delle trenta aree a governo locale (local government area) in cui è suddiviso lo stato di Osun, in Nigeria.
Estesa su una superficie di 303 chilometri quadrati, conta una popolazione di 62.049 abitanti.